# Pycnocentria gunni
Pycnocentria gunni is een schietmot uit de familie Conoesucidae. De soort komt voor in het Australaziatisch gebied.